# 威廉·施赖伯
威廉·R·施赖伯（英語：William R. Schreiber；1941年11月13日—）生于美国明尼苏达州的明尼阿波利斯，是一位明尼苏达州的政治家，曾是明尼苏达州众议院议员。 。